# بوسيط
بوسيط هي إحدى القرى اللبنانية من قرى قضاء زغرتا في محافظة الشمال.